# Totensonntag
La parola Totensonntag (la domenica dei morti) indica il giorno in cui i protestanti tedeschi ricordano i defunti. Si tratta di una festa mobile, viene celebrata in novembre, l'ultima domenica prima del primo Avvento. 
La festa venne introdotta da Federico Guglielmo III di Prussia.